# RKH Regionale Kliniken Holding und Services
Die RKH Regionale Kliniken Holding und Services GmbH mit ihren sechs Akutkliniken, einer orthopädischen Fachklinik und einer geriatrischen Rehabilitationsklinik in den Landkreisen Ludwigsburg (RKH Kliniken Ludwigsburg-Bietigheim gGmbH und RKH Orthopädische Klinik Markgröningen gGmbH), Enzkreis (RKH Enzkreis-Kliniken gGmbH) und Karlsruhe (RKH Kliniken des Landkreises Karlsruhe gGmbH) sowie deren jeweiligen Tochtergesellschaften ist ein kommunales Unternehmen und der größte Anbieter stationärer Krankenhausleistungen in Baden-Württemberg.

## Geschichte
Mit Wirkung zum 1. Januar 2005 wurde die Regionale Kliniken Holding Neckar-Schwarzwald GmbH als Holding gegründet. In diese Holding wurden im Sinne einer strategischen Partnerschaft vom Enzkreis 51 % der RKH Enzkreis-Kliniken gGmbH und vom Landkreis Ludwigsburg zusammen mit der Stadt Bietigheim-Bissingen 51 % der RKH Kliniken Ludwigsburg-Bietigheim gGmbH eingebracht.
Nach dem erfolgreichen Erwerb durch den Landkreis Ludwigsburg und die RKH Kliniken Ludwigsburg-Bietigheim gGmbH kam auch die RKH Orthopädische Klinik Markgröningen gGmbH inkl. deren Tochtergesellschaft ORTEMA GmbH zum 1. Juli 2007 unter das Dach der Holding.
Zum 1. Januar 2009 hat der Landkreis Karlsruhe 51 % seiner RKH Kliniken des Landkreises Karlsruhe gGmbH inklusive des Tochterunternehmens Service Dienste Landkreis Karlsruhe GmbH in diese Gesellschaft übertragen. Da sich die strategische Partnerschaft seither über eine große Region erstreckt, wurde die Holding in RKH Regionale Kliniken Holding und Services GmbH umbenannt.
Ende März 2022 wurde die Umstellung auf die neue Firmierung „RKH Gesundheit“ bekanntgegeben.

## Kennzahlen
Der RKH-Klinikverbund hat mehr als 2.500 Betten an neun Klinikstandorten, etwa 8.000 Mitarbeiter und jährlich über 92.500 stationäre Patienten (Stand 2022). Die Bilanzsumme der RKH Regionale Kliniken Holding und Services GmbH und Tochtergesellschaften mit Sitz im Landkreis Ludwigsburg betrug 2023 etwa 740 Mio. €, von denen die RKH Kliniken Ludwigsburg-Bietigheim gGmbH mit etwa 634 Mio. € den größten Anteil hatten. Dabei schlägt bei letzteren 2023 ein Verlust von 24,4 Mio. € zu Buche. Die Umsatzerlöse der RKH Regionale Kliniken Holding und Services GmbH und Tochtergesellschaften mit Sitz im Landkreis Ludwigsburg lagen 2023 bei knapp 580 Mio. €.

## Gesellschafter
Die Gesellschafter der RKH Regionale Kliniken Holding und Services GmbH bestehen aus dem Landkreis Ludwigsburg (50 %), Landkreis Karlsruhe (22 %), die Stadt Bietigheim-Bissingen (15 %) und der Enzkreis (13 %).
Gesellschafter der RKH Kliniken Ludwigsburg-Bietigheim gGmbH sind der Landkreis Ludwigsburg (36,75 %), die Stadt Bietigheim-Bissingen (12,25 %) und die Regionale Kliniken Holding (51 %).

## Kliniken und Zentren

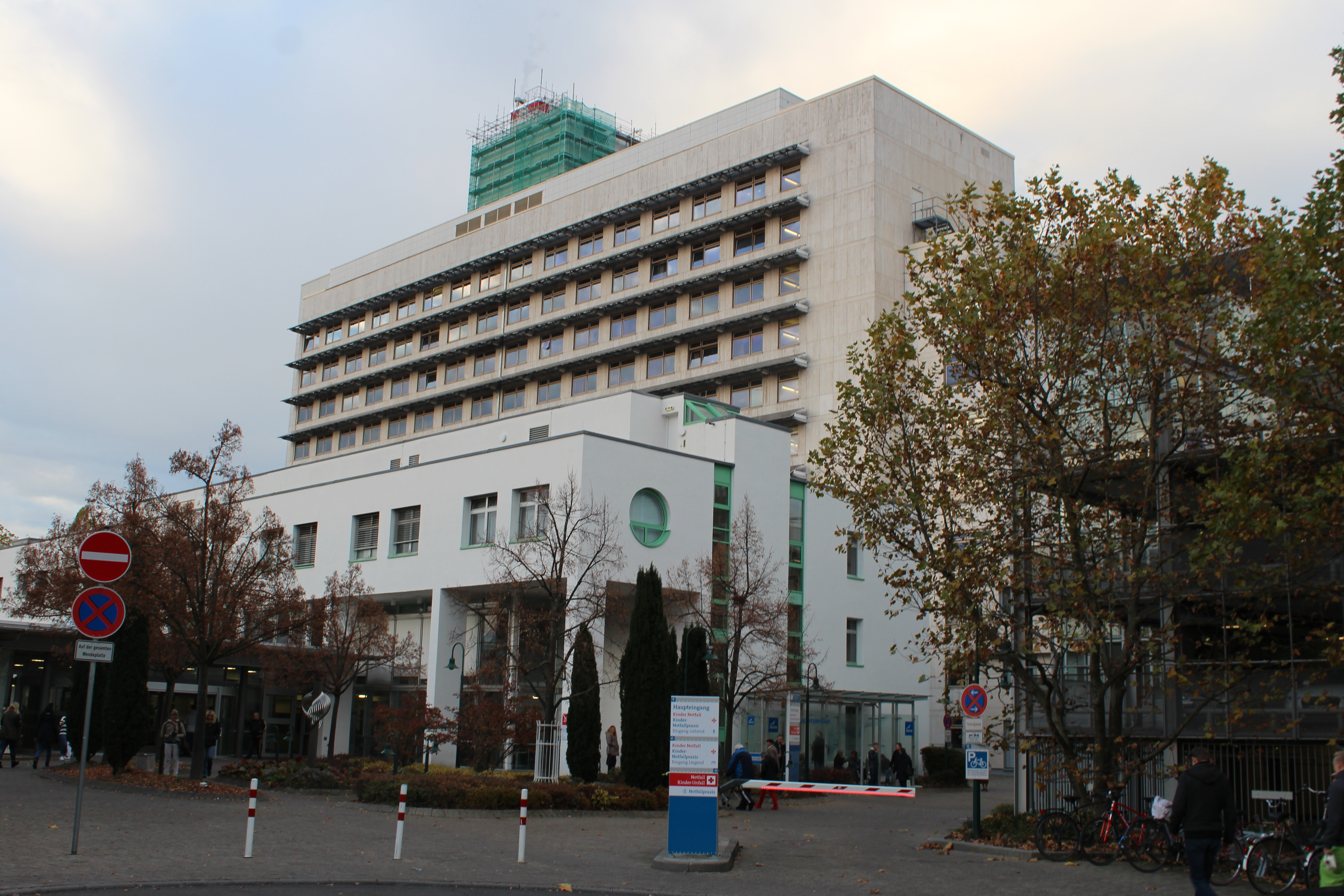
Klinikum Ludwigsburg

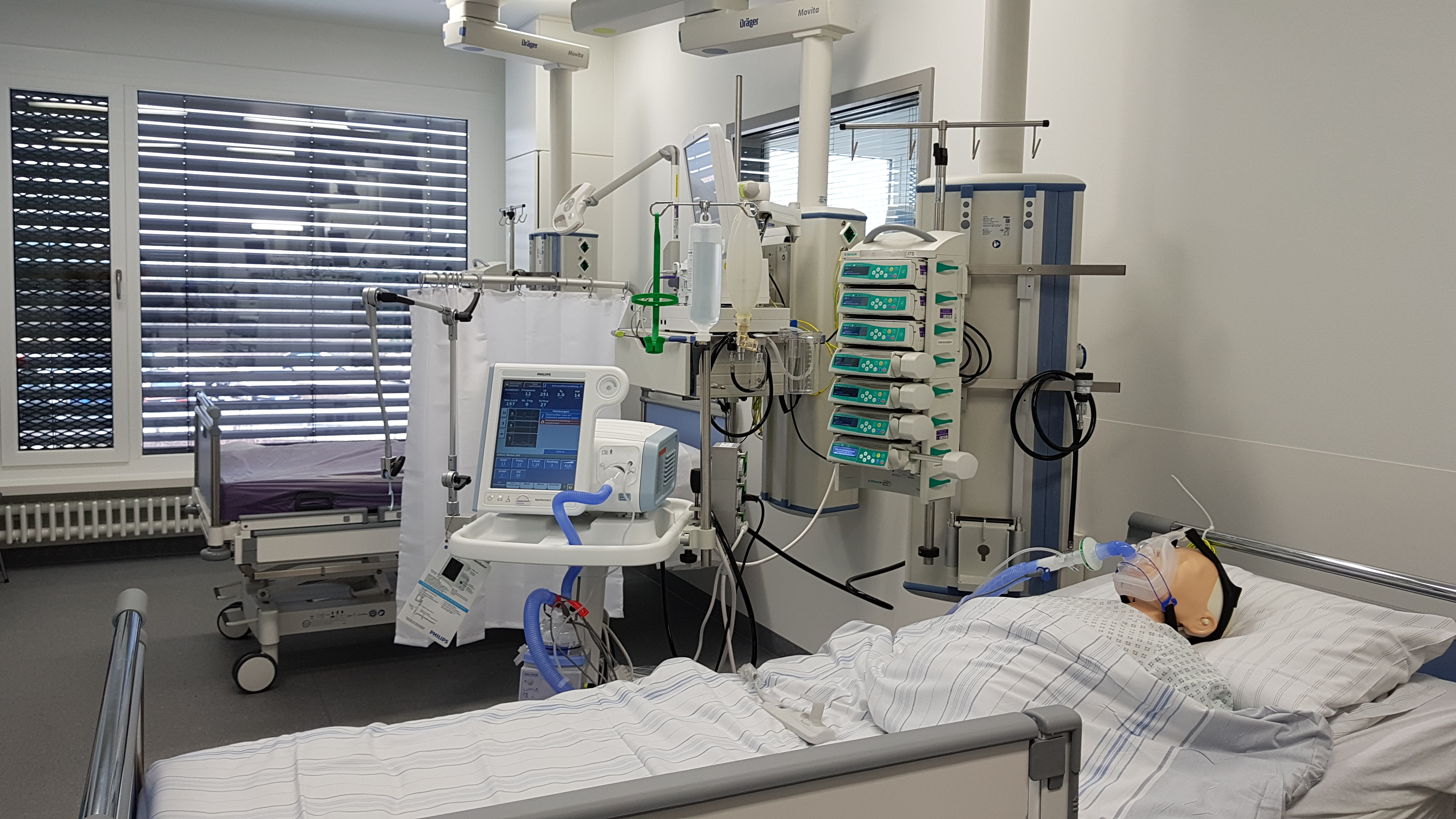
Intensivstation der Rechbergklinik Bretten

Die RKH Kliniken umfassen folgende Kliniken und Zentren:
- Fürst-Stirum-Klinik Bruchsal
- Geriatrische Rehabilitationsklinik Mühlacker
- Geriatrisches Zentrum Ludwigsburg-Bietigheim
- Klinikum Ludwigsburg
- Krankenhaus Bietigheim-Vaihingen
- Krankenhaus Mühlacker
- Krankenhaus Neuenbürg
- OKM Orthopädische Klinik Markgröningen
- Rechbergklinik Bretten
- Brustzentrum Bruchsal
- Brustzentrum Ludwigsburg-Bietigheim
- Darmzentrum Bruchsal
- Darmzentrum Ludwigsburg-Bietigheim
- Neuroonkologisches Zentrum Ludwigsburg
- Onkologisches Zentrum Ludwigsburg-Bietigheim
- Pankreaszentrum
- Perinatalzentrum Level 1 Ludwigsburg
- Prostatazentrum Ludwigsburg
- RKH Adipositaszentrum Nordwürttemberg
- Wirbelsäulenzentrum Markgröningen
- Zentrum für Palliativmedizin Ludwigsburg-Bietigheim
- Zentrum für Integrative Medizin

## Ausbildung
Neben fast 500 Ausbildungsplätzen insbesondere in der Pflege, aber auch in weiteren Gesundheitsberufen, kaufmännischen, technischen und hauswirtschaftlichen Berufen bieten die RKH Kliniken duale Studiengänge im Gesundheitsmanagement, Medizinischen Informatik und Hebammenwissenschaften und vor allem in der Pflege(-wissenschaft). Seit Mai 2019 besteht dafür eine Kooperation mit der Paracelsus Medizinische Privatuniversität in Salzburg (PMU). Alle Krankenhäuser der RKH Gesundheit wurden von der PMU zum Lehrkrankenhaus  Pflegewissenschaft ernannt. Zahlreiche Fort- und Weiterbildungen, Plätze für das Freiwillige Soziale Jahr, den Bundesfreiwilligendienst und Praktika werden ebenfalls angeboten.
Mittlerweile findet ein großer Teil der Weiterbildung via E-Learning statt. In einem der modernsten medizinischen Simulationszentrum Deutschlands, dem RKH Simulationszentrum in Vaihingen/Enz gibt es für Ärzte, Notfallsanitäter, Stationsteams und anderes medizinisches Personal ein wachsendes Seminar- und Trainingsangebot.